# Paa Livet løs (film fra 1924)
 Ikke at forveksle med Paa Livet løs (film fra 1919).
Paa Livet løs (originaltitel North of Nevada) er en amerikansk stumfilm fra 1924 instrueret af Albert S. Rogell.

## Medvirkende
- Fred Thomson som Tom Taylor
- Hazel Keener som Marion Ridgeway
- Josef Swickard som Mark Ridgeway
- Joe Butterworth som Red O'Shay
- Chester Conklin som Lem Williams
- Taylor Graves som Reginald Ridgeway
- George Magrill som Joe Deerfoot
- Wilfred Lucas som C. Hanaford